# Meester van Flémalle

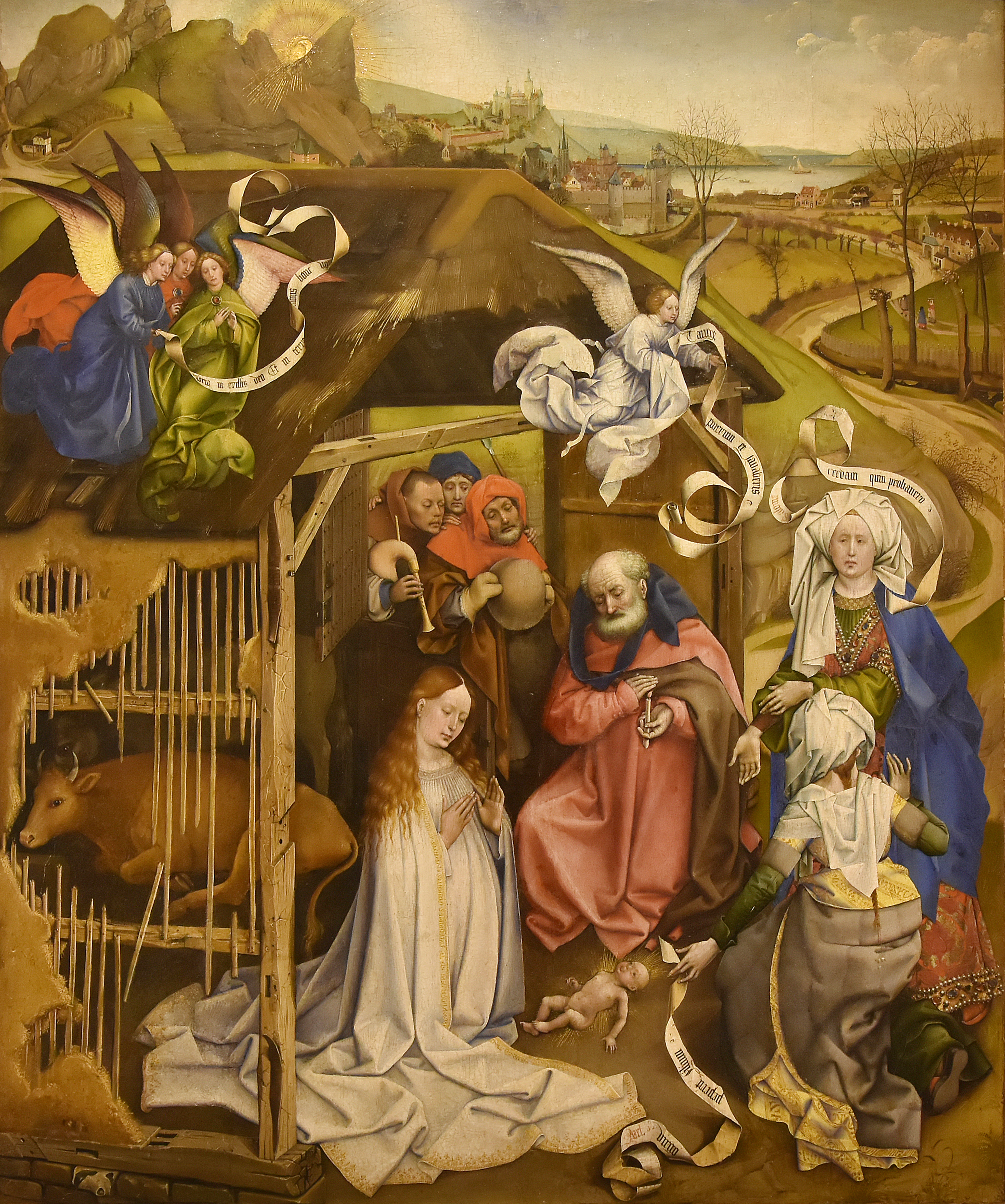
De geboorte van Christus, ca. 1430, Musée des Beaux-Arts de Dijon

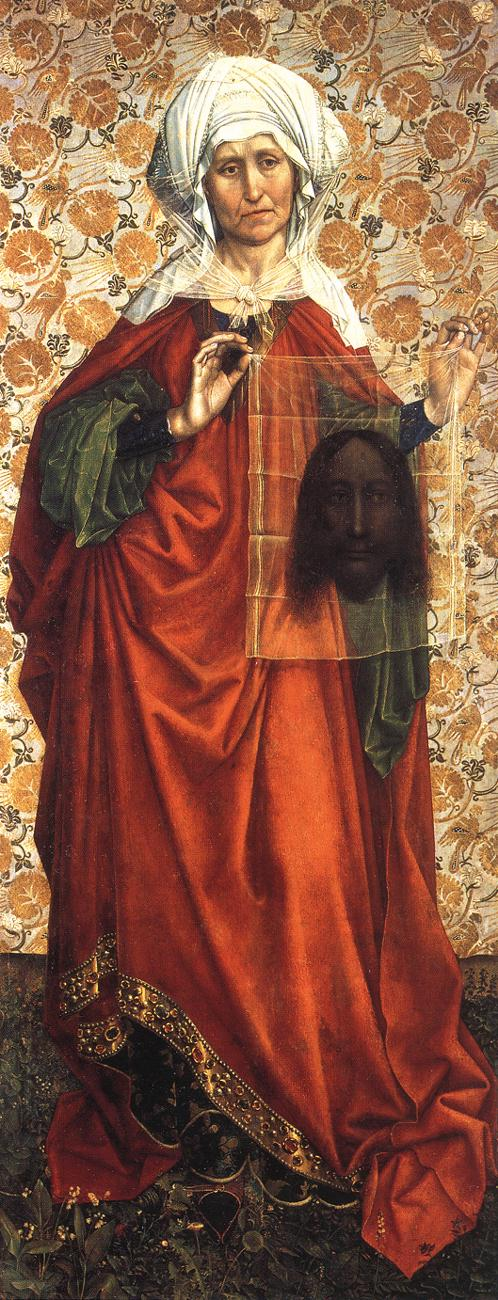
De heilige Veronica, ca. 1430, Städel Museum, Frankfurt

Meester van Flémalle (actief van 1410 tot 1440) is de noodnaam voor een (groep) anonieme schilder(s) die in Doornik werkte, behorende tot de school van de Vlaamse Primitieven. Samen met Jan van Eyck en Rogier van der Weyden speelde hij een belangrijke rol in de ontwikkeling van de 15e-eeuwse schilderkunst in de Lage Landen, die ook in de rest van Europa werd nagevolgd. 

## Tijdperk en thematiek
De aan de meester van Flémalle toegeschreven werken dateren uit de jaren 1410-1440 en hebben een religieuze thematiek, met uitzondering van enkele van de vroegst bekende profane portretten in de westerse schilderkunst.

## De kern van de "Flémalle-groep"
In 1849 werden drie panelen van een verloren werk (wellicht een polyptiek) door de Akense lakenfabrikant Ignaz van Houtem overgebracht naar het Städel Museum in Frankfurt am Main en werden er sindsdien bewaard. Van Houtem beweerde dat de panelen afkomstig waren uit de "abdij van Flémalle" nabij Luik. Dit bracht Hugo von Tschudi er toe de panelen toe te schrijven aan een onbekende "Meester van Flémalle". Er heeft echter nooit een abdij of klooster in Flémalle bestaan. De panelen kregen dus door een foutieve aanname hun huidige naam. De herkomst van de panelen is tot op de dag van vandaag onduidelijk.
Het eerste paneel stelt een staande Madonna met kind voor (160 x 68 cm). Het tweede is een staande figuur van Sint-Veronica die de doek met de afdruk van het gelaat van Christus toont (151 x 61 cm). Een derde paneel is een grisaille van God de Vader die het afgestorven lichaam van de gekruisigde Christus toont. Als deze werken met aanzienlijke afmetingen inderdaad de vleugels zijn geweest van een polyptiek, dan moet het hier hebben gegaan om een zeer prestigieuze opdracht. Von Tschudi bracht deze panelen in verband met een vierde fragment van een verloren drieluik dat ook in Frankfurt wordt bewaard, met de voorstelling van de "slechte moordenaar", afkomstig van het rechterluik van een monumentaal drieluik dat de kruisafneming van Christus als thema had. Dit werk is in zijn geheel bekend uit een kleine en zwakke kopie die in de Walker Art Gallery in Liverpool wordt bewaard.

## Identificatie

### Rogier van der Weyden en/of Robert Campin
In eerste instantie werden al deze werken door de 19de-eeuwse schrijver en kunsthistoricus Eduard Firmenich-Richartz toegeschreven aan Rogier van der Weyden. Von Tschudi wees echter op gemeenschappelijke elementen die afweken van de stijl van Van der Weyden. Om die reden schreef hij de werken toe aan een jongere tijdgenoot van Rogier van der Weyden die volgens hem onder invloed van deze laatste had gestaan, maar wiens werk ook oudere, meer archaïsche elementen in zich droeg. Deze anonymus doopte hij de "Meester van Flémalle".
In 1902 meende de Gentse hoogleraar Georges Hulin de Loo een sluitende oplossing te hebben gevonden. Hij bracht de jongere tijdgenoot van Rogier van der Weyden in verband met de uit de archieven bekende Jacques Daret die een medeleerling was geweest van Rogier van der Weyden in het atelier van Robert Campin. In 1909 herzag Hulin de Loo zijn stelling op basis van nieuwe ontdekkingen. De stijl van Daret had men kunnen afleiden uit vier bewaard gebleven paneeltjes van een altaarstuk dat hij schilderde voor de Abdij van Sint-Vaast in Atrecht in Frans-Vlaanderen. De composities vertoonden overeenkomsten met werken van zowel Rogier van der Weyden als de Meester van Flémalle. In een overtuigend exposé bracht Hulin de Loo de "Groep Flémalle" zo in verband met Robert Campin, in wiens atelier zowel Daret als Van der Weyden hadden gewerkt. De rijpe en briljante werken uit de "Groep Flémalle" konden zo worden ondergebracht onder de naam van een historisch gedocumenteerde meester. De hypothese van Hulin de Loo werd lange tijd unaniem aanvaard.
De Brugse bankier, verzamelaar en amateur-kunsthistoricus Emile Renders kwam in de jaren '30 evenwel roet in het eten gooien. Hij haalde de oude theorie onder het stof vandaan dat de werken uit de "Groep Flémalle" niet het werk waren geweest van Campin of van een andere onbekende meester, maar jeugdwerken van Rogier van der Weyden. Renders trachtte dit te staven door detailopnamen van schilderijen uit de Groep Flémalle te vergelijken met detailopnamen uit werken van Rogier van der Weyden, met name diens "Kruisafneming" uit Madrid. De theorie van Renders kreeg uiteindelijk veel bijval, omdat ook de beroemde Duitse kunsthistoricus Max Friedländer haar uiteindelijk ondersteunde. Het kunsthistorische kamp was daarop jarenlang verdeeld in voorstanders van de "unitaire" theorie en aan de andere zijde diegenen die de oude theorie van Hulin de Loo bleven verdedigen.

### Heterogene groep rond Campin
Meer duidelijkheid kwam er pas geleidelijk vanaf de late jaren '60. Toen werd het door de verbeterde infraroodreflectografie mogelijk de ondertekeningen van de schilderijen zichtbaar te maken en deze te vergelijken. De ondertekeningen van schilderijen uit de Groep Flémalle bleken wezenlijk te verschillen van de ondertekeningen van aan Van der Weyden toegeschreven werken. Ook de datering van de panelen met dendrochronologie toonde aan dat de panelen uit de groep Flémalle vaak significant ouder waren dan de aan Van der Weyden toegeschreven werken. Met behulp van deze natuurwetenschappelijke methoden kon eigenlijk hoofdzakelijk de theorie van Hulin de Loo worden gestaafd.
Toch leverde deze "doorlichting" nog andere verrassende resultaten op. Zo bleek ook de ondertekening van het Mérode-altaarstuk (New York, Metropolitan Museum of Art, The Cloisters) - een werk dat tot dan toe deel had uitgemaakt van de kern van aan Campin toegeschreven werken - af te wijken van andere werken uit de groep Campin/Flémalle. Het werk, dat rond 1428 zou zijn ontstaan, bleek bovendien te zijn gebaseerd op een paneel met dezelfde voorstelling uit de Koninklijke Musea voor Schone Kunsten van België in Brussel. Dit Brusselse paneel was voorheen altijd beschouwd als een vrije kopie uit het atelier van Campin. Deze bevindingen deden Lorne Campbell besluiten dat niet alle werken die in het verleden aan de groep Campin/Flémalle werden toegeschreven van de hand kunnen zijn van dezelfde kunstenaar. Het gevolg was dat hij de Mérodetriptiek weer toeschreef aan een anonymus die hij de "Mérodemeester" doopte, die ook in de omgeving van Campin werkzaam moet zijn geweest.
De conclusie die hieruit valt te trekken is dat de werken uit deze "Groep Flémalle/Campin" wellicht gemaakt zijn door verschillende anonieme meesters die in Vlaanderen en Henegouwen werkten in de eerste helft van de vijftiende eeuw onder wie ook Robert Campin.